# Air Bikuk
Air Bikuk is een bestuurslaag in het regentschap Muko-Muko van de provincie Bengkulu, Indonesië. Air Bikuk telt 1830 inwoners (volkstelling 2010).